# Institut d'Anàlisi Econòmica
L'Institut d'Anàlisi Econòmica (IAE) és un centre de recerca del Consell Superior d'Investigacions Científiques (CSIC), que es va fundar el 1985.
L'institut, localitzat al campus de la Universitat Autònoma de Barcelona (UAB), amb estretes relacions amb el seu Departament d'Economia, té com a objectiu principal el de promocionar la investigació en l'àmbit de l'economia.
L'activitat investigadora de l'institut abasta tant investigacions teòriques com empíriques en diferents àrees, entre les quals s'inclouen macroeconomia, l'economia internacional i l'econometria, l'organització industrial, les finances, l'economia regional, l'economia política, el creixement, l'economia pública, la teoria de jocs i l'economia experimental. Els rànquings de producció científica situen a l'IAE-CSIC entre una de les millors institucions de recerca europees. Els estudis duts a terme pels investigadors es visualitzen a través de la producció d'importants publicacions en revistes científiques internacionals. Així, l'Institut d'Anàlisi Econòmica (IAE), juntament amb la Universitat Pompeu Fabra (UPF) i la Universitat Autònoma de Barcelona (UAB) encapçala la classificació dels centres de recerca en l'àmbit de l'economia a Espanya. Segons altres estudis, la Universitat Autònoma de Barcelona, la Universitat d'Alacant, la Universitat Carles III de Madrid, la Universitat Pompeu Fabra, i l'Institut d'Anàlisis Económica (CSIC) són els cinc centres d'investigació on la producció científica ha estat més elevada i de major qualitat.
Entre les activitats principals que l'IAE porta a terme es troben un programa post-doctoral, amb una llarga tradició i un programa de doctorat IDEA de la Universitat Autònoma de Barcelona. Així mateix, l'IAE, juntament amb la UPF, la Universitat Autònoma de Barcelona i el Centre de Recerca en Economia Internacional (CREI), és soci fundador de la Barcelona Graduate School of Economics (BGSE), una institució per a la cooperació científica en recerca i educació superior en economia i ciències socials, que també ofereix programes de postgrau de gran qualitat.
Durant els anys noranta el finançament del CSIC dirigit a l'IAE va baixar considerablement, fet que va fer ressentir considerablement la seva productivitat científica.
Des del març del 2018 la direcció de l'Institut d'Anàlisi Econòmica recau sobre la investigadora i economista Enriqueta Aragonès.